# Vuelta de la Barranca
Vuelta de la Barranca es una localidad argentina ubicada en el departamento Juan Francisco Borges de la provincia de Santiago del Estero. Se encuentra sobre la prolongación de la avenida Independencia de la ciudad de Santiago del Estero, a 3,5 km de la Ruta Nacional 9 e idéntica distancia del río Dulce. El paraje forma parte del antiguo Camino Real que unía Buenos Aires con Lima, parte de un circuito turístico y cultural que intenta revalorizarse.
En 2011 se inauguró en esta localidad el edificio escolar más grande de la provincia. En la zona se practican una creciente ganadería menor y agricultura.

## Población
Cuenta con 219 habitantes (Indec, 2010), lo que representa un descenso del 43,7% frente a los 389 habitantes (Indec, 2001) del censo anterior.
| Gráfica de evolución demográfica de Vuelta de la Barranca entre 1991 y 2010 |
|                                                                             |
| Fuente: Censos nacionales del INDEC                                         |